# Friedrich Wilhelm Genthe
Friedrich Wilhelm Genthe est un écrivain prussien né le 28 février 1805 à Magdebourg et mort le 9 avril 1866 à Eisleben. Il était le grand-père du photographe Arnold Genthe.